# Sallyhill
Sallyhill är en stadsdel i Sundsvall i Medelpad, Västernorrlands län.
Strax väster om Sidsjöbäcken låg förr en villa som hette Sallyhill. Där bodde på 1860-talet en engelsk bjälkhandlare, som troligen gav egendomen namnet. Runt omkring var det mest åkrar och ängar. Vid sekelskiftet 1900 hade bara en rad villor byggts i området.
Gården Sallyhill fanns kvar till slutet av 1950-talet. Då hade Sundsvall vuxit och kommunen ville exploatera marken för att fortsätta utbyggnaden. Den nya stadsdelen väster om Sidsjöbäcken fick namnet Sallyhill efter gården som legat där. Det är ett lummigt och kuperat område i sluttningen upp mot Sidsjön med mindre grupper av flerbostadshus och villor från efterkrigstiden.